# Al Gore
Albert Arnold (Al) Gore Jr. (Washington D.C., 31 maart 1948) is een Amerikaans oud-politicus van de Democratische Partij. Hij was de 45e vicepresident van de Verenigde Staten van 1993 tot 2001 onder president Bill Clinton.
Gore was van 1977 tot 1985 lid van het Huis van Afgevaardigden, eerst voor het 4e district en later voor het 6e district. Van 1985 tot 1993 was hij senator voor Tennessee. Tijdens de Amerikaanse presidentsverkiezingen van 1992 werd hij door de kandidaat van de Democratische Partij Bill Clinton gevraagd als diens running mate. Clinton versloeg de zittende president George H.W. Bush en vicepresident Dan Quayle. Gore werd vicepresident. Na het winnen door Clinton van de Amerikaanse presidentsverkiezingen van 1996 kreeg hij een tweede termijn als vicepresident.
Gore was de kandidaat van de Democratische Partij voor de Amerikaanse presidentsverkiezingen van 2000, maar werd in de verkiezingen na diverse hertellingen en gerechtelijke procedures verslagen door de Republikeinse kandidaat George W. Bush. Op Bush hadden weliswaar minder kiesgerechtigde Amerikanen gestemd dan op Gore, maar hij wist niettemin het (doorslaggevende) grootste aantal kiesmannen achter zich te verzamelen.
Op 12 oktober 2007 werd in Oslo bekendgemaakt dat aan Al Gore en het Intergovernmental Panel on Climate Change (IPCC) van de Verenigde Naties de Nobelprijs voor de Vrede 2007 was toegekend "voor het vergroten en verspreiden van de kennis over de door de mens veroorzaakte klimaatverandering en voor het bevorderen van maatregelen om deze tegen te gaan".
Gore is tegenwoordig werkzaam als milieuactivist en ondernemer en was oprichter van Current TV.

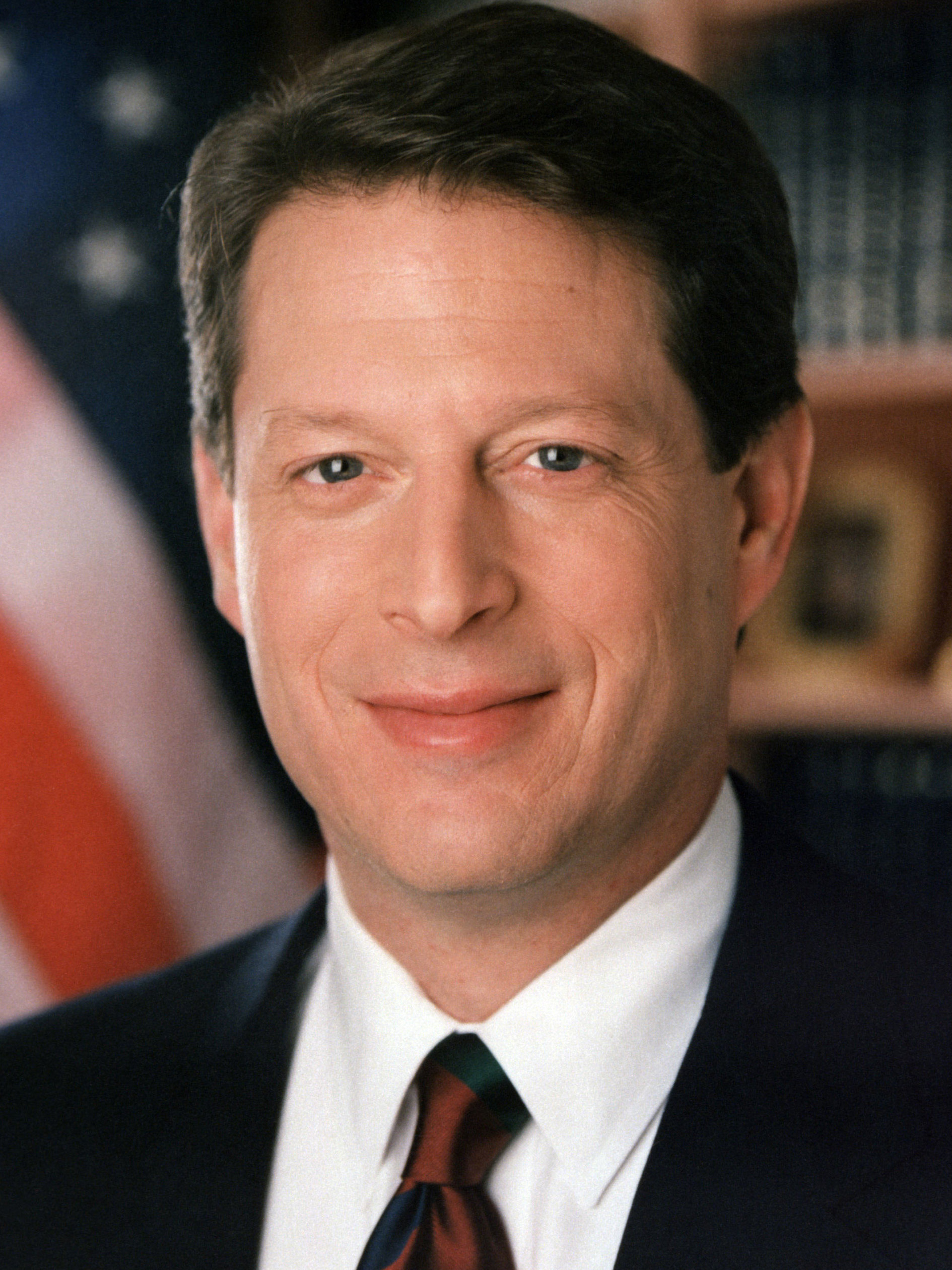
Albert Arnold Gore, 1994.

## Levensloop
Al Gore Junior is de zoon van Albert Gore Senior, ooit senator voor de staat Tennessee voor de Democraten, en Pauline Gore. In zijn jeugd woonde hij gedurende het schooljaar in een hotel in de Amerikaanse hoofdstad Washington D.C., waar zijn vader werkte. In de zomer woonde hij in Carthage in Tennessee, waar hij op de boerderij van de familie werkte.
In 1965 werd Gore toegelaten tot Harvard, waar hij Tipper Aitcheson ontmoette, met wie hij later trouwde. Hij studeerde af in juni 1969, met als hoofdvak Government, bestuurskunde.
Kort daarna gaf hij zich vrijwillig op voor het dienen in het leger in de Vietnamoorlog. Hij was er oorlogscorrespondent tot 1971. Hierna was hij vijf jaar werkzaam als verslaggever voor de Tennessean, een dagblad zetelend in Nashville.
In de lente van 1976 werd Gore gekozen in het Huis van Afgevaardigden. In 1978, 1980 en 1982 werd hij herkozen. In 1984 werd hij senator voor Tennessee, wat hij bleef tot 1992, toen hij vicepresident werd. Hij deed een gooi naar de presidentsverkiezingen van 1988, maar werd in de Democratische voorverkiezingen verslagen door Michael Dukakis. In 1992 werd hij vicepresident onder Bill Clinton, en in 2000 was hij de Democratische kandidaat voor het presidentschap, maar hij werd verslagen door de Republikein George W. Bush. Sinds maart 2003 is Al Gore lid van de raad van bestuur van Apple Inc..
Op 1 juni 2010 werd bekendgemaakt dat Gore en zijn vrouw Tipper, na 40 jaar huwelijk, uit elkaar gingen.

## Presidentsverkiezingen 2000

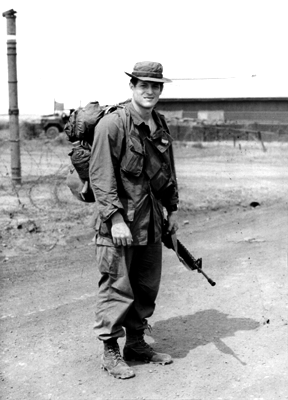
Al Gore in Vietnam

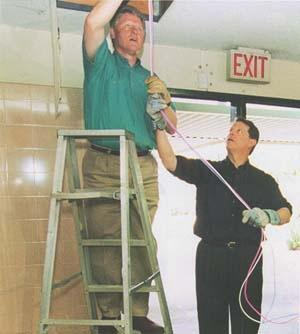
Al Gore en president Bill Clinton in 1996

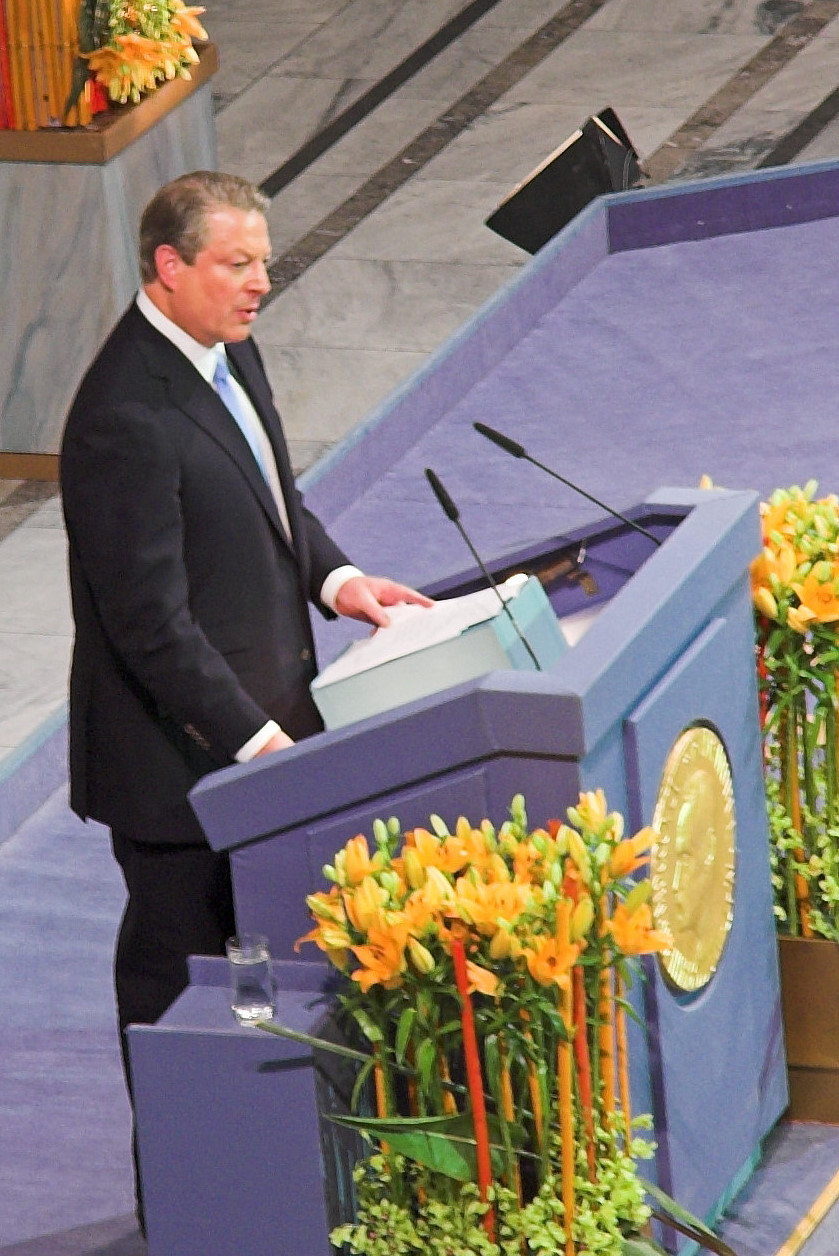
Al Gore ontvangt de Nobelprijs voor de Vrede